# V406 Близнецов
V406 Близнецов (лат. V406 Geminorum) — одиночная переменная звезда в созвездии Близнецов на расстоянии приблизительно 2288 световых лет (около 702 парсек) от Солнца. Видимая звёздная величина звезды — от +11,2m до +10,9m.

## Характеристики
V406 Близнецов — оранжевая эруптивная переменная звезда типа RS Гончих Псов (RS) спектрального класса K1. Радиус — около 6,33 солнечных, светимость — около 22,518 солнечной. Эффективная температура — около 4998 К.